# 제56회 카를로비바리 국제 영화제
제56회 카를로비바리 국제 영화제는 2022년 7월 1일에 열린 시상식이다.

## 수상 및 후보

### 대상(장편)
- 썸머 위드 호프 - 사다프 포로우히 수상

### 심사위원특별상(장편)
- 유 해브 투 컴 앤 시 잇 - 호나스 트루에바 수상

### 감독상(장편)
- 워드 - 비타 파카노바 수상

### 여우주연상(장편)
- A Room Of My Own - Mariam Khundadze 수상
- A Room Of My Own - Taki Mumladze 수상

### 남우주연상(장편)
- 워드 - Martin Finger 수상

### 프록시마 심사위원상
- 아트 탤런트 쇼 - 아델라 코므르지 외 1명 수상

### 프록시마 심사위원특별상
- 라 피에타 - 에두아르도 카사노바 수상

### 프록시마 심사위원 특별언급
- 엉클 - 데이비드 카팍 외 1명 수상

### 관객상
- PSH 네버엔딩 스토리 - 스테판 FOK 보다라즈카 수상

### 유럽영화상
- 보더스 오브 러브 - 토마시 비르스키 수상
- 아트 탤런트 쇼 - 아델라 코므르지 외 1명 수상
- 퍼킹 보른홀름 - 안나 카제약 수상

### 에큐메니칼 심사위원상
- 프로빈셜 호스피털 - 일리안 메테브 수상

### 세계영화공헌상
- 제프리 러쉬 수상

### 영화제 위원장상
- 보렉 폴카 수상
- 베니시오 델 토로 수상

### 공식부문-경쟁
- 아메리카 - 오피르 라울 그라이저
- 보더스 오브 러브 - 토마시 비르스키
- 파 쇼어 - 쿠도 마사아키
- 퍼킹 보른홀름 - 안나 카제약
- 디 올디너리스 - 소피 린넨바움
- 프로빈셜 호스피털 - 일리안 메테브 외 2명
- 룸 오브 마이 원 - 이오셉 블리아드제
- 사일런스 6-9 - 크리스토스 파살리스
- 썸머 위드 호프 - 사다프 포로우히
- 베스퍼 - 크리스티나 부오지테 외 1명
- 워드 - 비타 파카노바
- 유 해브 투 컴 앤 시 잇 - 호나스 트루에바

### East of the West
- 앤 댄 데어 워즈 러브... - 시몬 호리
- 어나더 스프링 - 믈라덴 코바세비치
- 아트 탤런트 쇼 - 아델라 코므르지 외 1명
- 풀스 - 토마스 바실레프스키
- 홀스플레이 - 마르코 베르거
- 인 브로드 데이라이트 - 에마뉘엘 타르디프
- 라이크 어 피쉬 온 더 문 - 도르나즈 하지하
- 라 피에타 - 에두아르도 카사노바
- 라모나 - 안드레아 바그니
- 티니투스 - 그레고리오 그라지오시
- 엉클 - 데이비드 카팍 외 1명
- 주 락 다운 - 안드레아 호바스

### The Film Foundation Tribute
- 뱅어. - 아담 세들락
- 빅 오프닝 - 미로슬라브 크로보트
- 준 제로 - 제이크 팰트로
- 킬링 오브 어 저널리스트 - 맷 사르네키
- 라이크 언 아일랜드 - 티지안 부치
- 마이 파더, 더 프린스 - 루카스 스텀 외 1명
- PSH 네버엔딩 스토리 - 스테판 FOK 보다라즈카
- 루비콘 - 막달레나 라우리치
- 유 원트 비 얼론 - 고란 스톨레브스키

### 수평선부문
- 어 리틀 러브 패키지 - 가스통 솔니츠키
- 애프터썬 - 샬롯 웰스
- 액시엄 - 존스 존슨
- 뷰티풀 비잉즈 - 구두문두르 아르나르 구드문드손
- 더 블루 카프탄 - 마리암 투자니
- 더 박스 - 로렌조 비가스
- 버터플라이 비전 - 막심 나코네치니
- 볼코노고프 대위 탈출하다 - 나타샤 메르쿨로바 외 1명
- 클로즈 - 루카스 돈트
- 코사지 - 마리 크로이처
- 댐 - 알리 슈리
- 헤어질 결심 - 박찬욱
- 디 에이트 마운틴스 - 샤를로트 반더미르히
- 에오 - 예르지 스콜리모프스키
- 파더스 데이 - 키부 루호라호자
- 파이어 오브 러브 - 사라 도사
- 파이브 데빌스 - 레아 미지위
- 플럭스 고메 - 피터 스트릭랜드
- 젠틀 - 안나 에스테르 네메스 외 1명
- 갓랜드 - 흘리뉘르 팔메이슨
- 굿 럭 투 유, 리오 그랜드 - 소피 하이드
- 하카 - 로트피 네이슨
- 더 홀 - 미켈란젤로 프라마르티노
- 조이랜드 - 사임 사디크
- 클론다이크 - 마리나 고바치
- 라스트 레이스 - 토마스 호단
- 러브 어코딩 투 달바 - 엠마뉴엘 니코트
- 어 러브 송 - 맥스 워커-실버맨
- 룰라바이 - 아루아다 루이즈 데 아주아
- 마리우폴리스 2 - 만타스 크베다라비치우스
- 문에이지 데이드림 - 브렛 모겐
- 미스터 란즈베르기스 - 세르히 로즈니차
- 무첸바허 - 루스 베커만
- 마이 러브 어페어 위드 메리지 - 시그네 바우만
- 팜피르 - 드미트로 수홀리트키-솝추크
- 더 페신저스 오브 더 나이트 - 미카엘 허스
- 어 피스 오브 스카이 - 마이클 코치
- 플랜 75 - 하야카와 치에
- 라비예 쿠르나즈 vs. 조지 W. 부시 - 안드레아스 드레센
- 리플렉션 - 발렌틴 바스야노비치
- 리턴 투 더스트 - 리뤼준
- 로데오 - 롤라 퀴보롱
- 더 사일런트 트윈스 - 아그네즈카 스모친스카
- 무슬림 걸즈 - 커드윈 아유브
- 수퍼히어로즈 - 파올로 제노베제
- 토어러스 - 팀 서튼
- 댓 카인드 오브 썸머 - 드니 코테
- 쓰리 싸우전드 이어즈 오브 롱잉 - 조지 밀러
- 트라이앵글 오브 새드니스 - 루벤 외스틀룬드
- 우나 페미나 - 더 코드 오브 사일런스 - 프란체스코 코스타빌레
- 언더 더 피그 트리스 - 에리지 세히리
- 우타마 - 알레한드로 로아자 그리시
- 워 포니 - 라일리 코프 외 1명
- 위 멧 인 버츄얼 리얼리티 - 조 헌팅
- 우드커터 스토리 - 미코 밀리라티
- 워킹 클래스 히어로스 - 밀로스 푸시크

### 심야 상영 부문
- 캐리어 - 맥스 오바스카
- 캣케이브 히스테리아 - 안젤리카 아브라모비치
- 퍼스트 워크, 덴 플레이 - 브렌다 리엔
- 후르츠 앤드 베지터벌즈 - 마시에 얀코스키
- 아이 워즈 맥스 - 루카스 카치나우스카스
- 이프 유 뉴 - 스트로마 케언스
- 리퀴드 브레드 - 알리카 베드나리코바
- 룰라바이 - 아루아다 루이즈 데 아주아
- 바인랜드 - 마르틴 쿠바
- 윈즈 오브 스프링타임 - 카르멘 페드레로

### 프라하 단편영화제 부문
- 크라임스 오브 더 퓨처 - 데이비드 크로넨버그
- 에브리띵 에브리웨어 올 앳 원스 - 다니엘 콴 외 1명
- 레오노르는 죽지 않는다 - 마르티카 라미레스 에스코바르
- 멘 - 알렉스 가랜드
- 로보캅 - 폴 버호벤
- 살룸 - 장 뤽 에르뷜로
- 스모킹 커즈스 코핑 - 미스터 와조
- 잘라바 - 아살란 아미리

### 보더라인 필름: 최초 10년
- 빽 투 더 퓨쳐 - 로버트 저메키스
- 베이루트 디 인카운터 - 보르하네 알라위에
- 세뇌된 시선 - 니나 멩키스
- 영화관을 말하다 - 알리스 아그네스키르히너
- 고스트 독 - 사무라이의 길 - 짐 자무쉬
- 밀란 쿤데라의 농담 - 야로밀 이레즈
- 라스트 왈츠 - 마틴 스코세이지
- 린치 / 오즈 - 알렉상드르 오 필립
- 오프닝 나이트 - 존 카사베츠
- 픽쳐스 오브 더 올드 월드 - 듀산 하나크
- 프라하 익스큐셔너 - 루돌프 메스타크
- 씨 유 프라이데이, 로빈슨 - 미트라 파라하니
- 웨어 언 알이비 이즈 낫 에브리띵 - 블라디미르 체흐
- 광란의 사랑 - 데이빗 린치
- 오즈의 마법사 - 빅터 플레밍

### 체코 영화
- a body is a body is a body - Cat 외 1명
- 어그릴로지스틱스 - 제라드 오스틴 캐스텔비
- 애틀랜타이드 - 유리 안카라니
- 케이든스-어 테일 오브 페이퍼 앤 클로스 - 루카 디피에로
- 데 휴마니 콜포리스 파브리카 - 루시엔 캐스팅-테일러 외 1명
- 에아미 - 파스 엔시나
- 위대한 움직임 - 키로 루쏘
- 아이젠 / 런던 - 벤 리버스
- 이즌트 잇 어 뷰티풀 월드 - 조셉 윌슨
- 달과 나무 - 차이밍량
- 네스트 - 흘리뉘르 팔메이슨
- 홍콩의 밤 - 차이밍량
- 나이트 콜로니스 - 아피찻퐁 위라세타쿤
- 파셜리 비전스 오브 헬 (파트 IV) - 사줄라
- 플라스틱의 기호학 - 라두 주데
- 스트라스부르 1518 - 조나단 글래이저
- 타이거, 타이거 - 레아 다두
- 미국 - 제임스 베닝
- 웨이스트랜드 No. 3: 문스, 선스 - 조디 맥
- 위브 오브 라이트 - 브람 루이터

### 제리 샤츠버그 헌정
- 길 - 페데리코 펠리니
- 킹스 스피치 - 톰 후퍼
- 퀼스 - 필립 카우프만
- 샤인 - 스콧 힉스
- 트래픽 - 스티븐 소더버그
- 유주얼 서스펙트 - 브라이언 싱어
- 포가튼 라이트 - 블라디미르 미차렉
- 천국의 열매 - 베라 치틸로바
- 플루드 - 이고르 미니에프

### 메이드 인 텍사스
- 미라클 벨리에 - 에릭 라티고
- 그 남자는 타이타닉을 보고 싶지 않았다 - 티무 니키
- 레벨 34 - 잭 브레더
- 마이 시스터 리브 - 알란 힉스
- 세션: 이 남자가 사랑하는 법 - 벤 르윈
- 스몰, 슬로우 벗 스테디 - 미야케 쇼
- 소나타 - 바르토슈 블라슈케

### Pragueshorts at KVIFF
- 올 더 크로우즈 인 더 월드 - 이 탕
- 바르카롤 - 헤르만 딜 외 1명
- 캐스팅 - 마렉 나이브르트
- 라스트 데이 오브 패트리알키 - 올모 오메르주
- 용기를 내! - 아드리언 모이스 덜린
- 쉘스 - 마리-마그달레나 코초바
- 사이드랄 - 카를로스 세군도
- 스틸 어웨이크? - 데이브 페인
- 투모로우스 인 어 퓨 아워스 - 얀 다니엘
- 더 트리스 - 램지 바쇼어
- 와르샤 - 데니아 브데어
- 영 미칼 - 스테판 FOK 보다라즈카